# Гутьеррес, Эрнесто
Эрнесто Гутье́ррес Бономо (исп. Ernesto Gutiérrez Bonomo; 9 ноября 1927, Буэнос-Айрес — 9 декабря 2006), по другим данным Эрнесто Гутьеррес Боконо (исп. Ernesto Gutiérrez Bocono) — аргентинский футболист, левый полузащитник.

## Карьера
Эрнесто Гутьеррес родился в семье выходца из Малаги и аргентинки. Он начал карьеру в клубе «Феррокарриль Оэсте». 21 мая 1944 года Гутьеррес дебютировал в составе команды в матче с «Чакаритой Хуниорс» (2:4). Всего за клуб футболист провёл 53 матча. Последнюю встречу в составе «Феррокарриль» Эрнесто сыграл 8 декабря 1946 года с «Сан-Лоренсо» (1:3). В 1947 году Гутьеррес перешёл в клуб «Расинг» из Авельянеды, заплативший за трансфер футболиста 70 тысяч песо. 13 апреля Эрнесто дебютировал в составе команды в матче против «Атланты» (1:2). 9 ноября 1947 года он забил первый мяч за клуб, поразив ворота «Тигре» (5:1). Игрок был частью команды, выигравшей три подряд титула чемпиона Аргентины. Последний матч за «Расинг» Гутьеррес сыграл 14 ноября 1954 года против «Ривер Плейт» (1:1). Всего за клуб футболист провёл 226 матчей и забил три гола. 
В 1956 году Гутьеррес был куплен испанской «Сельтой», купившей полузащитника за 300 тысяч песет. Помощь в трансфере футболиста оказал аргентинский тренер Алехандро Скопелли, работавший в Испании. Заработную плату футболиста установили в 150 тысяч песет. 21 октября он дебютировал в составе команды в матче с «Вальядолидом» (1:2). 30 декабря Гутьеррес забил первые два гола за клуб, поразив ворота «Сарагосы» (5:0). В первом сезоне он сыграл 28 матчей, но на второй сезон главный тренер команды Луис Пасарин перестал доверять игроку, который провёл лишь пять матчей и по окончании сезона покинул Испанию. В 1959 году Эрнесто перешёл в «Архентинос Хуниорс». Он дебютировал в составе команды 3 мая в матче с «Феррокарриль Оэсте» (0:0). 20 мая Гутьеррес сыграл третий и последний матч за клуб против «Лануса» (1:4).
В составе сборной Аргентины Гутьеррес дебютировал 18 декабря 1947 года в матче с Колумбией на чемпионате Южной Америки. Этот матч стал единственным, проведённым игроком на турнире. Постепенно Эрнесто смог вытеснить из состава национальной команды Наталио Пескию. Годом позже Гутьеррес выиграл с командой Кубок Шевалье Бутеля. В 1955 году футболист поехал на свой второй южноамериканский чемпионат. там он провёл все пять матчей, а его команда завоевала золотые медали. Также он сыграл все матчи на южноамериканском первенстве 1956 года, где аргентинцы остались лишь третьими. В том же году Гутьеррес играл на панамериканском чемпионате, где Аргентина завоевала серебряные медали. Последний матч за сборную страны Эрнесто сыграл 20 сентября 1956 года против бразильского клуба «Гремио». Всего за национальную команду Гутьеррес провёл 25 матчей.
В конце карьеры Гутьеррес основал компанию Casa Crack, занимавшуюся полиграфией и производящую статуэтки. Компания производила самые разные статуэтки, но главным у них были фигурки футболистов, благодаря тому, что Эрнесто смог получить исключительные права на внешность игроков, заключив соглашение с Профсоюзом аргентинских футболистов. Компания просуществовала с конца 1950-х до конца 1970-х. В 1965 году он стал ассистентом главного тренера «Расинга» Хосе Мануэля Гарсия Переса. Но клуб с ними во главе провёл лишь 10 матчей.

## Статистика

### Клубная
| Сезон     | Клуб                | Лига    | Чемпионат | Чемпионат | Кубок | Кубок |
| Сезон     | Клуб                | Лига    | Игры      | Голы      | Игры  | Голы  |
| --------- | ------------------- | ------- | --------- | --------- | ----- | ----- |
| 1944      | Феррокарриль Оэсте  | Примера | 2         | 0         | 1     | 0     |
| 1945      | Феррокарриль Оэсте  | Примера | 20        | 0         | 2     | 0     |
| 1946      | Феррокарриль Оэсте  | Примера | 27        | 0         | 1     | 0     |
| 1947      | Расинг (Авельянеда) | Примера | 30        | 1         | —     | —     |
| 1948      | Расинг (Авельянеда) | Примера | 24        | 0         | —     | —     |
| 1949      | Расинг (Авельянеда) | Примера | 28        | 0         | —     | —     |
| 1950      | Расинг (Авельянеда) | Примера | 32        | 0         | 1     | 0     |
| 1951      | Расинг (Авельянеда) | Примера | 34        | 0         | —     | —     |
| 1952      | Расинг (Авельянеда) | Примера | 29        | 1         | —     | —     |
| 1953      | Расинг (Авельянеда) | Примера | 26        | 1         | —     | —     |
| 1954      | Расинг (Авельянеда) | Примера | 23        | 0         | —     | —     |
| 1955      | Расинг (Авельянеда) | Примера | 0         | 0         | —     | —     |
| 1956/1957 | Сельта              | Примера | 24        | 2         | 4     | 0     |
| 1957/1958 | Сельта              | Примера | 5         | 0         | —     | —     |
| 1959      | Архентинос Хуниорс  | Примера | 3         | 0         | —     | —     |

1. ↑  В графу «Кубок» входят матчи Кубка Конкуренции Британии, Кубка генерала Педро Пабло Рамиреса, Кубка Карлоса Ибаргурена, Кубка Испании

### Международная
| Матчи Эрнесто Гутьерреса за сборную Аргентины | Матчи Эрнесто Гутьерреса за сборную Аргентины | Матчи Эрнесто Гутьерреса за сборную Аргентины | Матчи Эрнесто Гутьерреса за сборную Аргентины | Матчи Эрнесто Гутьерреса за сборную Аргентины | Матчи Эрнесто Гутьерреса за сборную Аргентины | Матчи Эрнесто Гутьерреса за сборную Аргентины |
| --------------------------------------------- | --------------------------------------------- | --------------------------------------------- | --------------------------------------------- | --------------------------------------------- | --------------------------------------------- | --------------------------------------------- |
| №                                             | Дата                                          | Место проведения                              | Оппонент                                      | Счёт                                          | Голы                                          | Турнир                                        |
| 1                                             | 18 декабря 1947                               | Гуаякиль                                      | Колумбия                                      | 6:0                                           | —                                             | Чемпионат Южной Америки                       |
| 2                                             | 25 марта 1950                                 | Буэнос-Айрес                                  | Парагвай                                      | 2:2                                           | —                                             | Кубок Шевалье Бутеля                          |
| 3                                             | 29 марта 1950                                 | Буэнос-Айрес                                  | Парагвай                                      | 4:0                                           | —                                             | Кубок Шевалье Бутеля                          |
| 4                                             | 13 мая 1951                                   | Дублин                                        | Ирландия                                      | 1:0                                           | —                                             | Товарищеский матч                             |
| 5                                             | 7 декабря 1952                                | Мадрид                                        | Испания                                       | 1:0                                           | —                                             | Товарищеский матч                             |
| 6                                             | 14 декабря 1952                               | Лиссабон                                      | Португалия                                    | 3:1                                           | —                                             | Товарищеский матч                             |
| 7                                             | 14 мая 1953                                   | Буэнос-Айрес                                  | Англия                                        | 3:1                                           | —                                             | Товарищеский матч                             |
| 8                                             | 17 мая 1953                                   | Буэнос-Айрес                                  | Англия                                        | 0:0                                           | —                                             | Товарищеский матч                             |
| 9                                             | 5 июля 1953                                   | Буэнос-Айрес                                  | Испания                                       | 1:0                                           | —                                             | Товарищеский матч                             |
| 10                                            | 21 ноября 1954                                | Буэнос-Айрес                                  | сборная Лиги                                  | 7:2                                           | —                                             | Товарищеский матч                             |
| 11                                            | 5 декабря 1954                                | Рим                                           | Италия                                        | 0:2                                           | —                                             | Товарищеский матч                             |
| 12                                            | 3 марта 1955                                  | Сантьяго                                      | Парагвай                                      | 5:3                                           | —                                             | Чемпионат Южной Америки                       |
| 13                                            | 9 марта 1955                                  | Сантьяго                                      | Эквадор                                       | 4:0                                           | —                                             | Чемпионат Южной Америки                       |
| 14                                            | 16 марта 1955                                 | Сантьяго                                      | Перу                                          | 2:2                                           | —                                             | Чемпионат Южной Америки                       |
| 15                                            | 27 марта 1955                                 | Сантьяго                                      | Уругвай                                       | 6:1                                           | —                                             | Чемпионат Южной Америки                       |
| 16                                            | 30 марта 1955                                 | Сантьяго                                      | Чили                                          | 1:0                                           | —                                             | Чемпионат Южной Америки                       |
| 17                                            | 22 января 1956                                | Монтевидео                                    | Перу                                          | 2:1                                           | —                                             | Чемпионат Южной Америки                       |
| 18                                            | 29 января 1956                                | Монтевидео                                    | Чили                                          | 2:0                                           | —                                             | Чемпионат Южной Америки                       |
| 19                                            | 1 февраля 1956                                | Монтевидео                                    | Парагвай                                      | 1:0                                           | —                                             | Чемпионат Южной Америки                       |
| 20                                            | 5 февраля 1956                                | Монтевидео                                    | Бразилия                                      | 0:1                                           | —                                             | Чемпионат Южной Америки                       |
| 21                                            | 15 февраля 1956                               | Монтевидео                                    | Уругвай                                       | 0:1                                           | —                                             | Чемпионат Южной Америки                       |
| 22                                            | 28 февраля 1956                               | Мехико                                        | Перу                                          | 0:0                                           | —                                             | Панамериканский чемпионат                     |
| 23                                            | 6 марта 1956                                  | Мехико                                        | Коста-Рика                                    | 4:3                                           | —                                             | Панамериканский чемпионат                     |
| 24                                            | 11 марта 1956                                 | Мехико                                        | Чили                                          | 3:0                                           | —                                             | Панамериканский чемпионат                     |
| 25                                            | 20 сентября 1956                              | Порту-Алегри                                  | Гремио                                        | 0:0                                           | —                                             | Товарищеский матч                             |

## Достижения
- Чемпион Аргентины: 1949, 1950, 1951
- Чемпион Южной Америки: 1947, 1955
- Обладатель Кубка Шевалье Бутеля: 1950